# Calpus
Calpus (en llatí Calpus) va ser, segons algunes tradicions, el tercer dels quatre fills de Numa Pompili, el segon rei de Roma, successor de Ròmul.
Segons Plutarc, la gens Calpúrnia reivindicava que Calpus havia estat el fundador de la seva família, i que descendien d'ell.